# Fujikawa-shuku

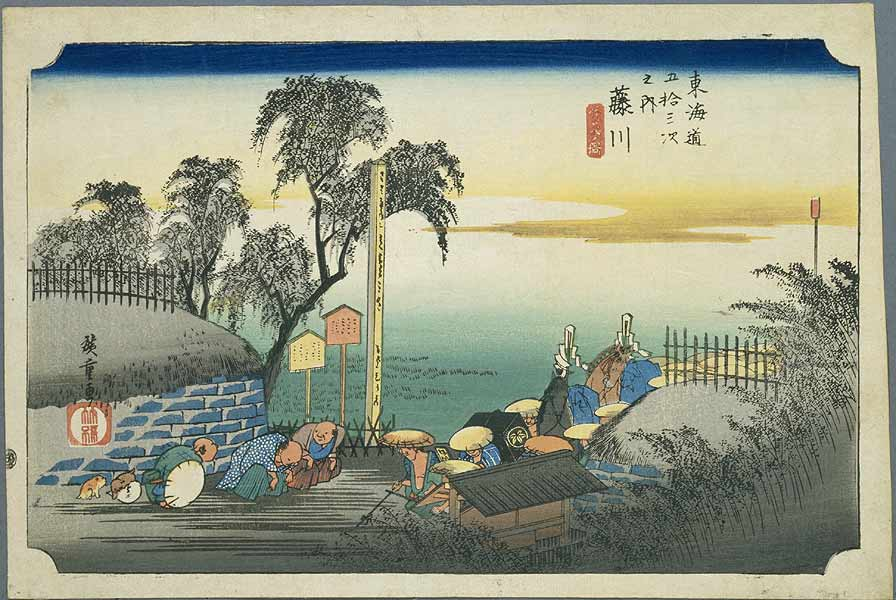
Fujikawa-juku dans les années 1830, estampe de Hiroshige de la série les Cinquante-trois Stations du Tōkaidō.

Pour les articles homonymes, voir Fuji et Fujikawa (homonymie).
Fujikawa-shuku (藤川宿, Fujikawa-shuku) (parfois Fujikawa-juku) était la trente-septième des cinquante-trois stations qui jalonnaient la route du Tōkaidō, l'axe majeur dans le Japon de l'ère Edo. Elle se situait dans la ville actuelle de Okazaki, dans la préfecture d'Aichi, au Japon.

## Histoire
Fujikawa-shuku était la trente-septième des cinquante-trois stations  du Tōkaidō. Elle est située dans la ville moderne d'Okazaki, préfecture d'Aichi au Japon. Elle se trouvait approximativement à 9 km de Akasaka-juku, la station précédente. Un autre nom possible pour cette ville-étape est « Fujikawa-juku ».
Au temps de sa plus grande prospérité, Fujikawa-juku comptait 302 bâtiments, dont une honjin, une honjin secondaire et 36 hatago pour une population totale d'approximativement 1 200 résidents.
L'estampe classique ukiyoe d'Ando Hiroshige (édition Hoeido) de 1831-1834 montre une procession de daimyōs lors d'un sankin kōtai pénétrant dans la station, ce qui était chose courante. On voit trois roturiers s'agenouiller tandis que passe la suite du seigneur.
La municipalité de la ville d'Okazaki s'est beaucoup investie pour maintenir cette ancienne station comme destination touristique. En plus d'avoir créé le musée des Archives Fujikawa-shuku à l'intérieur de la waki honjin préservée (qui détaille l'histoire de la ville-étape), la ville a entretenu un certain nombre d'anciens éléments urbains tels que de vieux lampadaires de rues et des maisons traditionnelles aux fenêtres à meneaux. Une rangée de vieux pins s'étendant sur près d'un kilomètre indique l'emplacement de l'ancienne route du Tōkaidō.
La station est distante de la précédente shukuba (station d'étape), Akasaka-juku, d'environ 9 km.
À Okazaki se trouve le musée des Archives de Fujikawa-shuku où est détaillée l'histoire de la station ; il reste également une honjin (auberge pour les envoyés du gouvernement) encore préservée.

## Stations voisines
Tōkaidō
Akasaka-juku – Fujikawa-shuku – Okazaki-shuku